# Campionati europei di salto ostacoli
I campionati europei di salto ostacoli (FEI European Show Jumping Championships), sono un campionato continentale organizzato, con cadenza biennale, dalla Fédération équestre internationale sin dal 1957.

## Albo d'oro

### Salto individuale
| Anno | Località          | Oro                        | Argento                   | Bronzo                 |
| 1957 | Rotterdam         | Hans Günter Winkler        | Bernard de Fombelle       | Salvatore Oppes        |
| 1958 | Aquisgrana        | Fritz Thiedemann           | Piero D'Inzeo             | Hans Günter Winkler    |
| 1959 | Parigi            | Piero D'Inzeo              | Pierre Jonquères d'Oriola | Fritz Thiedemann       |
| 1961 | Aquisgrana        | David Broome               | Piero D'Inzeo             | Hans Günter Winkler    |
| 1962 | Londra            | David Barker               | Hans Günter Winkler       | Piero D'Inzeo          |
| 1963 | Roma              | Graziano Mancinelli        | Alwin Schockemöhle        | Harvey Smith           |
| 1965 | Aquisgrana        | Hermann Schridde           | Nelson Pessoa             | Alwin Schockemöhle     |
| 1966 | Lucerna           | Nelson Pessoa              | Frank Chapot              | Hugo Miguel Arrambide  |
| 1967 | Rotterdam         | David Broome               | Harvey Smith              | Alwin Schockemöhle     |
| 1969 | Hickstead         | David Broome               | Alwin Schockemöhle        | Hans Günter Winkler    |
| 1971 | Aquisgrana        | Hartwig Steenken           | Harvey Smith              | Paul Weier             |
| 1973 | Hickstead         | Paddy Mcmahon              | Alwin Schockemöhle        | Hubert Parot           |
| 1975 | Monaco di Baviera | Alwin Schockemöhle         | Hartwig Steenken          | Sönke Sönksen          |
| 1977 | Vienna            | Johan Heins                | Eddie Macken              | Antoon Ebben           |
| 1979 | Rotterdam         | Gerd Wiltfang              | Paul Schockemöhle         | Hugo Simon             |
| 1981 | Monaco di Baviera | Paul Schockemöhle          | Malcolm Pyrah             | Bruno Candrian         |
| 1983 | Hickstead         | Paul Schockemöhle          | John Whitaker             | Frederic Cottier       |
| 1985 | Dinard            | Paul Schockemöhle          | Heidi Robbiani            | John Whitaker          |
| 1987 | San Gallo         | Pierre Durand              | John Whitaker             | Nick Skelton           |
| 1989 | Rotterdam         | John Whitaker              | Michael Whitaker          | Jos Lansink            |
| 1991 | La Baule          | Eric Navet                 | Franke Sloothaak          | Jos Lansink            |
| 1993 | Gijón             | Willi Melliger             | Michel Robert             | Michael Whitaker       |
| 1995 | San Gallo         | Peter Charles              | Michael Whitaker          | Willi Melliger         |
| 1997 | Mannheim          | Ludger Beerbaum            | Hugo Simon                | Willi Melliger         |
| 1999 | Hickstead         | Alexandra Ledermann        | Markus Fuchs              | Lesley Mcnaught-Mändli |
| 2001 | Arnhem            | Ludger Beerbaum            | Ludo Philippaerts         | Rolf-Göran Bengtsson   |
| 2003 | Donaueschingen    | Christian Ahlmann          | Ludger Beerbaum           | Marcus Ehning          |
| 2005 | San Patrignano    | Marco Kutscher             | Christina Liebherr        | Jeroen Dubbeldam       |
| 2007 | Mannheim          | Meredith Michaels-Beerbaum | Jos Lansink               | Ludger Beerbaum        |
| 2009 | Windsor           | Kevin Staut                | Carsten-Otto Nagel        | Albert Zoer            |
| 2011 | Madrid            | Rolf-Göran Bengtsson       | Carsten-Otto Nagel        | Nick Skelton           |
| 2013 | Herning           | Roger-Yves Bost            | Ben Maher                 | Scott Brash            |
| 2015 | Aquisgrana        | Jeroen Dubbeldam           | Gregory Wathelet          | Simon Delestre         |
| 2017 | Göteborg          | Peder Fredricson           | Harrie Smolders           | Cian O'Connor          |
| 2019 | Rotterdam         | Martin Fuchs               | Ben Maher                 | Jos Verlooy            |
| 2021 | Riesenbeck        | André Thieme               | Martin Fuchs              | Peder Fredricson       |
| 2023 | Milano            | Steve Guerdat              | Philipp Weishaupt         | Julien Epaillard       |
| 2025 | La Coruña         | Richard Vogel              | Scott Brash               | Gilles Thomas          |

### Salto a squadre
| Anno | Località          | Oro            | Argento        | Bronzo         |
| 1975 | Monaco di Baviera | Germania Ovest | Svizzera       | Francia        |
| 1977 | Vienna            | Paesi Bassi    | Gran Bretagna  | Germania Ovest |
| 1979 | Rotterdam         | Gran Bretagna  | Germania Ovest | Irlanda        |
| 1981 | Monaco di Baviera | Germania Ovest | Svizzera       | Paesi Bassi    |
| 1983 | Hickstead         | Svizzera       | Gran Bretagna  | Germania Ovest |
| 1985 | Dinard            | Gran Bretagna  | Svizzera       | Germania Ovest |
| 1987 | San Gallo         | Gran Bretagna  | Francia        | Svizzera       |
| 1989 | Rotterdam         | Gran Bretagna  | Francia        | Svizzera       |
| 1991 | La Baule          | Paesi Bassi    | Gran Bretagna  | Svizzera       |
| 1993 | Gijón             | Svizzera       | Gran Bretagna  | Francia        |
| 1995 | San Gallo         | Svizzera       | Gran Bretagna  | Francia        |
| 1997 | Mannheim          | Germania       | Paesi Bassi    | Gran Bretagna  |
| 1999 | Hickstead         | Germania       | Svizzera       | Paesi Bassi    |
| 2001 | Arnhem            | Irlanda        | Svezia         | Germania       |
| 2003 | Donaueschingen    | Germania       | Francia        | Svizzera       |
| 2005 | San Patrignano    | Germania       | Svizzera       | Paesi Bassi    |
| 2007 | Mannheim          | Paesi Bassi    | Germania       | Gran Bretagna  |
| 2009 | Windsor           | Svizzera       | Italia         | Gran Bretagna  |
| 2011 | Madrid            | Germania       | Francia        | Gran Bretagna  |
| 2013 | Herning           | Gran Bretagna  | Germania       | Svezia         |
| 2015 | Aquisgrana        | Paesi Bassi    | Germania       | Svizzera       |
| 2017 | Göteborg          | Irlanda        | Svezia         | Svizzera       |
| 2019 | Rotterdam         | Belgio         | Germania       | Regno Unito    |
| 2021 | Riesenbeck        | Svizzera       | Germania       | Belgio         |
| 2023 | Milano            | Svezia         | Irlanda        | Austria        |
| 2025 | La Coruña         | Belgio         | Regno Unito    | Germania       |

## Medagliere
Aggiornato al 2025
| Posiz. | Nazione        | Oro | Argento | Bronzo | Totale |
| ------ | -------------- | --- | ------- | ------ | ------ |
| 1      | Germania       | 12  | 10      | 4      | 26     |
| 2      | Regno Unito    | 11  | 16      | 11     | 38     |
| 3      | Germania Ovest | 11  | 7       | 9      | 27     |
| 4      | Svizzera       | 8   | 8       | 12     | 29     |
| 5      | Paesi Bassi    | 6   | 2       | 7      | 15     |
| 6      | Francia        | 5   | 8       | 8      | 21     |
| 7      | Svezia         | 3   | 2       | 3      | 8      |
| 8      | Irlanda        | 3   | 2       | 2      | 7      |
| 9      | Belgio         | 2   | 3       | 3      | 8      |
| 10     | Italia         | 2   | 3       | 2      | 7      |
| —      | Brasile        | 1   | 1       | 0      | 2      |
| 11     | Austria        | 0   | 1       | 2      | 3      |
| —      | Stati Uniti    | 0   | 1       | 0      | 1      |
| —      | Argentina      | 0   | 0       | 1      | 1      |
| Totale | Totale         | 64  | 64      | 64     | 192    |